# 达尔尼约勒
达尔尼约勒（法語：Darnieulles，法語發音：[daʁnjœl] ⓘ）是法国大东部大区孚日省的一个市镇，位于该省中部，属于埃皮纳勒区和埃皮纳勒城市圈公共社区。

## 地理
达尔尼约勒（48°11'56"N, 6°21'8"E）面积10.1 平方千米，位于法国大東部大區孚日省，该省份为法国东北部内陆省份，北起默兹省和默尔特-摩泽尔省，西接上马恩省，南至上索恩省和贝尔福地区省，东临上莱茵省和下莱茵省。
与达尔尼约勒接壤的市镇（或旧市镇、城区）包括：桑谢、于克瑟涅、博克涅、绍穆塞、福姆雷、戈雷、埃讷库尔。

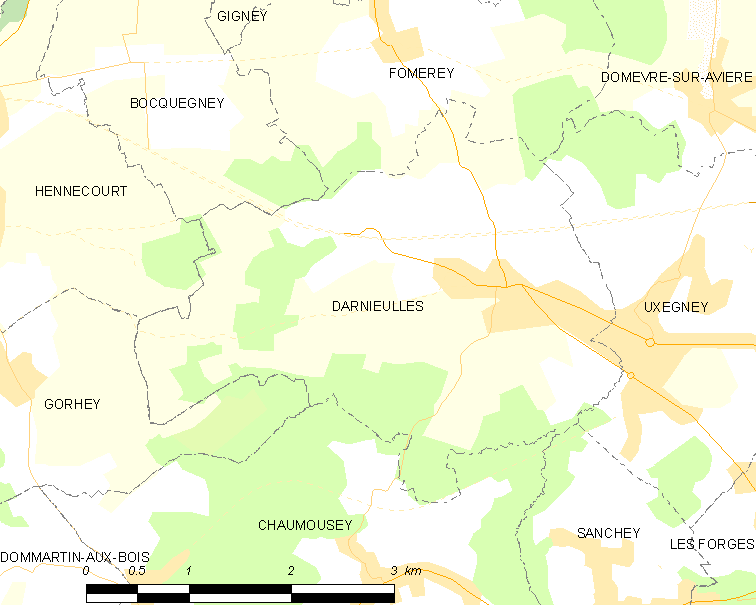
达尔尼约勒的OSM定位图

达尔尼约勒的时区为UTC+01:00、UTC+02:00（夏令时）。

## 行政
达尔尼约勒的邮政编码为88390，INSEE市镇编码为88126。

## 政治
达尔尼约勒所属的省级选区为戈尔贝县。

## 人口

1962-2008年间达尔尼约勒人口变化图示

达尔尼约勒于2022年1月1日时的人口数量为1367人。